# 川崎泰資
川崎 泰資（かわさき やすし、1934年10月20日 - ）は、日本のジャーナリスト。椙山女学園大学客員教授。元NHK記者。

## 略歴
東京出身。東京都立日比谷高等学校、東京大学文学部社会学科卒業。
NHK政治部記者、NHKボン支局長、NHK放送文化研究所主任研究員、NHK放送文化研究所放送情報調査部副部長、NHK甲府放送局長、NHK会長室審議委員、大谷女子短期大学教授を歴任。
政治部副部長（デスク）時代にNC9ロッキード事件5周年特集の報道をめぐって、島桂次と対立、1982年の島による「日放労大虐殺人事」で放送文化研究所に左遷される。
「九条の会」傘下の「マスコミ九条の会」呼びかけ人を務めている。

## 著書
- 『ジャーナリズムの原点体験的新聞・放送論』（1996年12月、柴田鉄治共著、岩波書店）
- 『NHKと政治』（1997年9月、朝日新聞出版）
- 『NHKと政治（朝日文庫）蝕まれた公共放送』（2000年3月、朝日新聞出版）
- 『検証 日本の組織ジャーナリズムNHKと朝日新聞』（2004年12月、柴田鉄治共著、岩波書店）
- 『組織ジャーナリズムの敗北 続・NHKと朝日新聞』（2008年2月、柴田鉄治共著、岩波書店）